# Walter Polini
Walter Polini (Bergamo, 17 marzo 1955 – Torino, 8 dicembre 2002) è stato un ciclista su strada italiano.

## Carriera
Dopo la trafila nelle categorie giovanili passa dilettante con il G.S. Itla, è un ciclista “anomalo”, si divide tra studio e pedale. 
Ragazzo di grande cultura nel 1974 vince una frazione del Giro della Valle d’Aosta ed è terzo alla Coppa Giuseppe Romita. 
L’anno successivo è terzo nella classifica finale della Settimana Ciclistica Bergamasca e nel 1977 passa professionista con la GBC cogliendo il settimo posto al Trofeo Pantalica e prendendo parte al Giro d’Italia.
Nel 1978 il bergamasco è tredicesimo al Trofeo Matteotti e la stagione successiva si accasa alla Magniflex conquistando la vittoria nella tappa di Martina Franca al Giro di Puglia ed un undicesimo posto di tappa al Tour de Romandie.
Nel 1980 Polini corre per la Sanson e al termine della stagione successiva, a soli 26 anni, lascia il ciclismo agonistico per dedicarsi agli studi di medicina sportiva, per la quale aveva un assoluto interesse. Pur avendo abbandonato l’attività agonistica non si allontana dal mondo dello sport diventando direttore sportivo di alcune squadre dilettantistiche di ciclismo e, dopo gli studi e la specializzazione assume il ruolo di medico di squadra.
Diventa il medico sociale della Mecair Ballan quando il team passò finalmente dal dilettantismo al professionismo. La sua passione per il ciclismo lo avrebbe portato certamente a continuare la sua crescita professionale nel settore ma viene licenziato dalla Mecair. Nell’agosto del 1993, alla vigilia dei mondiali, il team rimane coinvolto in un caso di doping molto chiacchierato che coinvolge il ciclista Volpi.
Alberto Volpi risulta, infatti, positivo alla prima analisi del test sostenuto il 15 agosto del ’93, dopo aver conquistato la Leeds International (settima prova della Coppa del Mondo). Nel campione di urine di Volpi viene rilevata la gonadotropina, sostanza proibita, che serve per aumentare il tasso di testosterone.
È il CT Alfredo Martini a comunicare ad Alberto Volpi la sua positività (e conseguente esclusione dagli imminenti Mondiali) e a prendere le difese del ciclista è Argentin: “Aspettiamo le controanalisi prima di parlare di ormoni, di sostanze, di condanne definitive, Alberto è un professionista serio, che sa bene cosa è lecito e cosa non è lecito fare”.
Nel 1994, Polini compie la clamorosa rottura con tutto l’ambiente del ciclismo e denuncia di pratiche dopanti nel ciclismo ed in particolare nella sua squadra, la Mecair Ballan di Alberto Volpi e Moreno Argentin.
Il medico fa esplodere il caso denunciando formalmente quanto aveva già dichiarato pubblicamente in alcune occasioni. Dichiara che la sua ex squadra era solita effettuare pratiche dopanti e che lui non voleva essere in alcun modo coinvolto in metodi che non condivideva e anzi condannava.
I dirigenti della società smentiscono categoricamente la sua denuncia ma la frattura col mondo del ciclismo era ormai consumata. La sua posizione da “pioniere” dell’antidoping viene sempre difesa da Valter: “Il problema doping esiste e siamo sulla strada giusta per debellarlo, – dice dopo aver deposto davanti alla Commissione d’indagine del Coni – Io ho fatto da apripista, speriamo che qualcun altro continui”.
Nessuno, e nemmeno lo stesso Polini poteva immaginare quello che di lì a 4 anni sarebbe esploso con gli scandali doping lungo le strade del Tour de France (e del Giro d’Italia) al punto da mettere in ginocchio grandi campioni e da far vacillare storiche istituzioni del ciclismo.
Rotto il silenzio sulle menzogne del ciclismo di quei giorni, Valter Polini decide di spostare la sua professionalità al mondo del calcio andando a lavorare per l’Atalanta nel 2000: “Avevamo bisogno di un dottore a tempo pieno – ricorda il presidente dell'Atalanta Ruggeri – e ci avevano segnalato lui”.
Valter Polini, bergamasco di Sforzatica di Dalmine gestisce anche un centro medico assieme alla moglie in quel di Costa Volpino, l’8 dicembre 2002 muore prematuramente a soli 47 alla vigilia del match tra Torino ed Atalanta. In tanti ne ricordano la gentilezza e professionalità nel mondo del pallone e, soprattutto, nel mondo dei pedali.

## Palmarès
- 1973 (dilettanti)

Ponzone-Passo Stavello
- 1974 (dilettanti)

2ª tappa Giro della Valle d'Aosta (La Thuile > Valtournenche)
- 1979 (Magniflex, una vittoria)

4ª tappa Giro di Puglia (Martina Franca)

## Piazzamenti

### Grandi Giri
- Giro d'Italia

1977: 39º
1978: 79º
1980: ritirato
- Tour de France

1979: ritirato

### Classiche monumento
- Milano-Sanremo

1977: 129º
1979: 95º